# Simon Cameron
Simon Cameron (Maytown, 8 de marzo de 1799-Ibidem, 26 de junio de 1889) fue un empresario y político estadounidense, que se desempeñó como Secretario de Guerra de los Estados Unidos en el gabinete de Abraham Lincoln al inicio de la Guerra de Secesión. También fue senador por Pensilvania en tres oportunidades. Como empresario, hizo su fortuna en ferrocarriles, canales y bancos, y fundó el Bank of Middletown.

## Biografía

### Primeros años
Nació en Maytown en 1799, quedando huérfano a los nueve años. Fue aprendiz en una imprenta antes de entrar en el campo del periodismo. Fue editor del Bucks County Messenger en 1821. Un año después, se mudó a Washington D. C., y estudió movimientos políticos mientras trabajaba para la imprenta Gales y Seaton. Se trasladó a Harrisburg (Pensilvania), donde en 1824 compró y dirigió el periódico Republican.
Se desempeñó en la imprenta estatal de Pensilvania desde 1825 hasta 1827, y fue general adjunto del estado en 1826. Construyó varias líneas de ferrocarril y las fusionó en el Ferrocarril del Norte Central. Fundó el Banco de Middletown en 1832 y participó en otras empresas comerciales. En 1838, fue nombrado comisionado para resolver las reclamaciones de los winnebago.

### Carrera política
Comenzó su carrera política como demócrata, apoyando las campañas de Andrew Jackson y Martin Van Buren Fue elegido para reemplazar a James Buchanan en el Senado de los Estados Unidos en 1845, sirviendo hasta 1849. Opositor persistente de la esclavitud, se cambió al Partido Know Nothing, antes de unirse al Partido Republicano en 1856. En 1857, fue nuevamente elegido para el Senado.
En la Convención Nacional Republicana de 1860, controló los votos de la delegación de Pensilvania. Él los entregó a Abraham Lincoln para la nominación para presidente, lo cual fue decisivo. A cambio, los gerentes de la campaña de Lincoln le prometieron un puesto en el gabinete. Cuando Lincoln se convirtió en presidente, lo nombró como Secretario de Guerra. Su período estuvo marcado por acusaciones de corrupción y administración laxa, y se vio obligado a renunciar a principios de 1862. Fue reemplazado por Edwin M. Stanton, quien había estado sirviendo como asesor legal de Cameron. Cameron luego se desempeñó como ministro plenipotenciario en Rusia.
En 1866, fue elegido nuevamente al Senado. Convenció a su amigo cercano Ulysses S. Grant para nombrar a su hijo, James Donald Cameron, como Secretario de Guerra en 1876. Más tarde ese mismo año, ayudó a Rutherford B. Hayes a ganar la nominación republicana en 1876. Renunció al Senado en 1877 después de asegurar que su hijo lo sucedería.

### Últimos años y fallecimiento
Se retiró a su granja en Donegal Springs Cameron Estate, cerca de Maytown (Pensilvania), donde falleció el 26 de junio de 1889. Fue sepultado en el cementerio de Harrisburg.
El condado de Cameron (Pensilvania) fue nombrado en su honor, al igual que la parroquia de Cameron en Luisiana.
Su hijo primogénito, James Donald Cameron se desempeñó como secretario de guerra en la presidencia de Ulysses S. Grant.